# Wilhelm II Młodszy (książę Akwitanii)
Wilhelm II Młodszy (zm. 12 grudnia 926), książę Akwitanii i hrabia Owernii, syn Akfryda I, hrabiego Razes i Carcassonne, i Adelindy, córki hrabiego Owernii Bernarda Plantapilosy, siostry księcia Akwitanii Wilhelma I Pobożnego.
Księciem Akwitanii i hrabią Owernii Wilhelm został po śmierci wuja Wilhelma I w 918 r. Początkowo był stronnikiem króla Rudolfa I i toczył wojnę z Burgundczykami i Normanami, którzy odmówili uznania Rudolfa za prawowitego króla. Wilhelm jednak nie wytrzymał długo w stronnictwie króla Rudolfa i w końcu zbuntował się przeciw niemu. Rudolf poprowadził więc swoją armię na Akwitanię, ale musiał się wycofać na wieść o zagrożeniu linii Renu przez Węgrów.
Wilhelm zmarł niedługo później. Jego następcą w Akwitanii i Owernii został jego młodszy brat Akfryd.